# 澤列尼杜布
50°14′26″N 26°8′8″E / 50.24056°N 26.13556°E
澤列尼杜布（烏克蘭語：Зелений Дуб），是烏克蘭西北部的村莊，隸屬里夫內州的里夫內區。該村面積11.1平方公里，海拔高度303米，2001年該村落人口117。